# Тете Пуэбла
Дельса Эстер Пуэбла Вильтре (исп. Delsa Esther Puebla Viltre; родилась 9 декабря 1940 года), известная под псевдонимом Тете Пуэбла (Тэтэ, Teté Puebla) — кубинская политическая деятельница, бывшая революционерка и партизанка. Глава Кубинского управления по делам ветеранов (Oficina de Atención a Combatientes) и депутат парламента Кубы (Национальной ассамблеи народной власти) от Гаваны. Во время Кубинской революции Пуэбла сражалась в составе партизанского отряда Фиделя Кастро в горах Сьерра-Маэстра в рядах женского взвода имени Марианы Грахалес. В июле 1996 года она получила звание бригадного генерала Революционных вооруженных сил Кубы, став первой женщиной-генералом в истории страны.

## Биография
Пуэбла родилась в Яре, в предгорьях гор Сьерра-Маэстра, где она позже воевала как партизанка. В её большой крестьянской семье было девятеро детей, и Пуэблу воспитывали бабушка и дедушка.
Жестокие репрессии «эскадронов смерти» диктатора Фульхенсио Батисты в Яре побудили её с раннего возраста поддерживать антиправительственную оппозицию. В 1956 году она бросила школу в Мансанильо, чтобы присоединиться к «Движению 26 июля» (М-26-7) — коммунистическим повстанцам, борющимся за свержение режима Батисты. Её подпольная работа включала контрабанду партизанам оружия, лекарств и денег. Пуэбла также участвовала в мелком саботаже против властей, перерезая линии электропередачи и прорезая шины полицейских машин. В 1957 году, когда о её сотрудничестве с революционерами стало известно правительству от пленённого бойца М-26-7, она сама отправилась в горы Сьерра-Маэстра, чтобы присоединиться к повстанческой армии. Там она познакомилась и работала с организатором повстанцев Селией Санчес, «матерью» повстанческих сил.
Лидер революционеров Фидель Кастро в сентябре 1958 года сформировал женский взвод Марианы им. Грахалес — группу из тринадцати женщин, которых он лично научил стрелять. Кастро заявил, что этот взвод будет его личным подразделением телохранителей. Им были выданы карабины М1, которые были легче по весу и их было легче носить, чем стандартное оружие партизан..Они неоднократно участвовали в боях и служили проводниками сообщений для повстанцев. Пуэбла стала заместительницей их командира.
В январе 1959 года, после бегства Батисты с Кубы и победы революционеров Кастро, Пуэбла вернулась в Сантьяго-де-Куба. Она была назначена директором Управления по оказанию помощи жертвам войны (включавшей как время революционной борьбы с Батистой, так и восстания Эскамбрай и вторжения в залив Свиней).
На протяжении 1960-х и 1970-х годов Пуэбла занимала ещё ряд правительственных и военных должностей, в том числе работала в Министерстве образования. В 1985 году она была назначена директором Управления по делам ветеранов и мучеников революции. В 1994 году ей было присвоено звание полковника, а 24 июля 1996 года она была произведена в бригадные генералы, став таким образом первой женщиной-генералом в истории Кубы.
2 декабря 2001 года была награждена Фиделем Кастро званием Героя Республики Куба.
В 1960 году Пуэбла вышла замуж за Рауля Кастро Меркадера, бригадного генерала Революционных вооруженных сил Кубы. У них трое детей: Фидель, Рауль и Лаура.